# Jacques-Louis-Michel Grandin
Pour les articles homonymes, voir Grandin.
Jacques-Louis-Michel Grandin, né le 10 novembre 1776 à Elbeuf et mort le 28 août 1853 à Paris, est un peintre français.

## Biographie
Jacques-Louis-Michel Grandin est le fils de Jacques-Pierre Grandin et de Marie Anne Catherine Béranger.
Élève de Jacques-Louis David, il expose au Salon de 1802 à 1814.
En 1819, il obtient une médaille de bronze.
Il meurt célibataire à Paris à l'âge de 76 ans.

## Œuvres exposées aux Salons parisiens
- Bergers qui se disputent le prix du chant, et qui ont pris pour juge une jeune fille, au Salon de 1802
- Daphnis frappé d'aveuglement, au Salon de 1804, Nice, musée des Beaux-arts Jules Chéret [4]
- Télémaque, pasteur en Egypte, au Salon de 1806
- Deux nymphes au bain, au Salon de 1808
- Sapho et deux de ses compagnes, au Salon de 1814, Paris, musée Marmottan-Monet [5]?.
- Tableau de famille, au Salon de 1814